# Puerto Barrios
Puerto Barrios è un comune del Guatemala, capoluogo del Dipartimento di Izabal. La città è posta sulla baia di Amitique del golfo dell'Honduras.